# Паттина (Эстония)
Па́ттина (эст. Pattina) — деревня в волости Сетомаа уезда Вырумаа, Эстония. Исторически относится к нулку Саатсеринна.
До административной реформы местных самоуправлений Эстонии 2017 года входила в состав волости Вярска уезда Пылвамаа.

## География и описание
Расположена в 44 километрах к востоку от уездного центра — города Выру, и в 14 километрах к юго-востоку от волостного центра — посёлка Вярска, у российско-эстонской границы. Высота над уровнем моря — 67 метров.
На территории деревни находится южная часть озера Паттина, из которого вытекает река Моложевка, выполняющая роль государственной границы.
Климат переходный от морского к континентальному. Официальный язык — эстонский. Почтовый индекс — 64016.

## Население
По данным переписи населения 2021 года, в Паттина насчитывалось 7 жителей, все — эстонцы.
По данным переписи населения 2011 года, в  деревне  проживали 12 человек, все — эстонцы (сету в перечне национальностей выделены не были).
Численность населения деревни Паттина по данным переписей населения:
| Год  | 1959 | 1970 | 1979 | 1989 | 2000 | 2011 | 2021 |
| ---- | ---- | ---- | ---- | ---- | ---- | ---- | ---- |
| Чел. | 31   | ↘ 26 | ↗ 29 | ↘ 22 | ↘ 17 | ↘ 12 | ↘ 7  |

## История
В письменных источниках 1780 года упоминаются Ботатина, Бататина, 1872 года — Бататино, 1885 года — Ботатино, 1886 года — Patwinna, 1904 года — Patvinna, Бата́тино, 1922 года — Pattina, 1923 года — Batadino.
На военно-топографических картах Российской империи (1846–1867 годы), в состав которой входила Лифляндская губерния, деревня обозначена как Бататина.
В XIX веке деревня относилась к приходу Саатсеринна и входила в состав общины Моложва.
В 1977 году, в период кампании по укрупнению деревень, с деревней Паттина были объединены деревни Питсиня (эст. Pitsinä, рус. — Спицино, также Спичино) и Сорахкна (эст. Sorahkna, рус. — Сюрянка, также Сюранка).

## Происхождение топонима
Эстонский языковед Яак Симм в качестве объяснения основы топонима предлагал слова «бот» (шест для отпугивания рыбы у рыбаков Причудья) и «ботать» (загонять рыбу в сети), а также личное имя или фамилию Ботятин, которое зарегистрировано в старорусских письменных источниках XVI века (у В. Даля: БОТАТЬ, ... качать, болтать, колебать, двигать взад и вперед или вверх и вниз;... мутить, болтать воду; загонять шестом рыбу в сети...).
По мнению языковеда Тартуского университета Анжелики Штейнгольде, топоним может происходить от фамилии Ботатин ~ Бататин и от его добавочного имени Ботатя ~ Бататя, значение которого неясно.

## Комментарии
1. ↑  Эстонские топонимы, оканчивающиеся на -а, не склоняются и не имеют женского рода (исключение — Нарва)[8].